# Capitaine Furillo
Capitaine Furillo ou Le Capitaine et l'avocate en France, ou La Brigade de Hill Street au Québec (Hill Street Blues) est une série télévisée américaine en 146 épisodes de 47 minutes, créée par Michael Kozoll et Steven Bochco et diffusée entre le 15 janvier 1981 et le 12 mai 1987 sur le réseau NBC.
En France, la série a été diffusée à partir du 28 novembre 1984 sur Canal+ sous son titre original. À la même époque, la série était aussi diffusée sur RTL Télévision sous son titre original. Rediffusion en intégralité dès 1986 sur La Cinq sous le titre Le Capitaine et l'avocate puis Capitaine Furillo. Rediffusion partielle sur France 3 (FR3). Au Québec, elle a été diffusée à partir du 13 septembre 1986 à Télévision Quatre-Saisons.
La série reçut un total de 98 nominations aux Emmy Awards.

## Thématique
Cette série met en scène la vie d'un commissariat de quartier de Chicago. Loin de l'action et des héros éclatants, des policiers sans moyens sont confrontés à des situations humaines difficiles, eux-mêmes en proie à des difficultés personnelles (échecs sentimentaux, alcoolisme, relations père-fils conflictuelles…).

## Distribution
À la mort de l’acteur Michael Conrad en 1983, les scénaristes ont été contraints de le remplacer par le Sergent Jablonski.
- Daniel J. Travanti (VF : Serge Lhorca) : Capitaine Frank Furillo
- Michael Conrad (VF : Marcel Bozzuffi) : Sergent Phil Esterhaus (1981-1984)
- James Sikking (VF : Daniel Gall) : Sergent Howard Hunter
- Charles Haid (VF : Jacques Ferrière puis Albert Augier) : Officier Andrew « Andy » Renko
- Veronica Hamel (VF : Anne Rochant) : Joyce Davenport
- Michael Warren (VF : Greg Germain) : Officier Robert « Bobby » Hill
- Bruce Weitz (VF : Marc François) : Sergent Mick Belker
- Robert Prosky (VF : Albert de Médina) : Sergent Stan Jablonski (1984-1987)
- Barbara Babcock (VF : Anne Kerylen puis Joëlle Fossier) : Grace Gardner (1981-1985)
- René Enríquez (VF : Yves Barsacq) : Lt. Ray Calletano (1981-1985)
- Gerry Black : Alf Chesley (1981-1982)
- Kiel Martin (en) : Detective J.D LaRue
- Taurean Blacque (VF : Pierre Saintons) : Neal Washington
- Barbara Bosson (VF : Monique Thierry) : Fay Furillo (1981-1986)
- Mimi Kuzyk (VF : Marie-Martine Bisson) : Patricia "Patsy" Mayo (1984-1985)
- Robert Clohessy : Patrick Flaherty (1986-1987)
- Pat Corley : Wally Nydorf
- Betty Thomas (VF : Marie-Martine) : Lucy Bates
- Joe Spano (VF : Michel Papineschi) : Henry Goldblume
- Dennis Franz (VF : Luc Florian) : Norman Buntz (1985-1987)

 Source et légende : version française (VF) sur RS Doublage

## Récompenses
- Emmy Award 1981 : Meilleure série dramatique
- Emmy Award 1981 : Meilleur acteur dans une série dramatique pour Daniel J. Travanti
- Emmy Award 1981 : Meilleure actrice dans une série dramatique pour Barbara Babcock dans l'épisode Fecund Hand Rose
- Emmy Award 1981 : Meilleur acteur dans un second rôle pour Michael Conrad
- Emmy Award 1981 : Meilleur scénario de Michael Kozoll et Steven Bochco pour l'épisode Hill Street Station
- Emmy Award 1981 : Meilleure réalisation de Robert Butler pour l'épisode Hill Street Station
- Emmy Award 1982 : Meilleure série dramatique
- Emmy Award 1982 : Meilleur acteur dans une série dramatique pour Daniel J. Travanti
- Emmy Award 1982 : Meilleur acteur dans un second rôle pour Michael Conrad
- Golden Globe Award 1982 : Meilleure série dramatique
- Golden Globe Award 1982 : Meilleur acteur dans une série dramatique pour Daniel J. Travanti
- Emmy Award 1983 : Meilleure série dramatique
- Golden Globe Award 1983 : Meilleure série dramatique
- Emmy Award 1984 : Meilleur acteur dans un second rôle pour Bruce Weitz
- Emmy Award 1985 : Meilleure actrice dans un second rôle pour Betty Thomas

## Postérité
Capitaine Furillo est la première série américaine à avoir un personnage ouvertement lesbienne.
Cette série, novatrice en son temps, a ouvert la voie à beaucoup d'autres parmi lesquelles New York Police Blues ou New York, police judiciaire. Elle fut la première série policière à introduire une multitude de personnages principaux et à proposer des "arcs" feuilletonnants, c'est-à-dire des histoires s'étalant sur plusieurs épisodes.
Lorsque la série a été arrêtée, les scénaristes et producteurs David Milch et Jeffrey Lewis ont créé une série dérivée basée sur le personnage de Norman Buntz joué par Dennis Franz lors de la rentrée 1987 sur NBC intitulée Beverly Hills Buntz (en), sitcom policière d'une seule et unique saison de treize épisodes.

## DVD
Sortie États-Unis coffret intégrale de la série en 34 DVD zone 1 prévu le 25 mars 2014 chez l'éditeur Shout! Factory (pas de VF).